# Schrei wenn Du kannst
Schrei wenn Du kannst ist ein Film des Regisseurs Jamie Blanks, gedreht im Jahr 2001 in den USA und Australien. Der Film greift die typischen Elemente des klassischen Horrorfilms auf.
Fälschlicherweise wird die Tagline des Films, Liebe kann so grausam sein, des Öfteren zum Filmtitel zugezählt.

## Handlung
Valentinstag 1988: Jeremy Melton, ein dürrer Junge, sucht auf dem Schulball nach einer Tanzpartnerin, wird aber von allen abgewiesen. Einzig die pummelige Dorothy beachtet den Außenseiter. Die beiden werden knutschend unter der Zuschauertribüne der Sporthalle entdeckt. Dorothy behauptet aus Angst, Jeremy habe sich an ihr vergriffen. Danach wird dieser als Perversling dargestellt und von allen Leuten verprügelt. Er bekommt heftiges Nasenbluten, bei ihm eine Folge von zu viel Erregung. Er wandert in die Psychiatrie. Währenddessen sterben seine Eltern bei einem Brand. Der Junge wandert später ins Jugendgefängnis und wird dort noch einmal psychiatrisch behandelt, da er diese Nacht nie vergessen konnte.
13 Jahre später: Medizinstudentin Shelley hat ein Date mit einem, wie es scheint, ihr eher unliebsamen Mann. Deutlich genervt ist sie froh, als sie das Date beendet hat. Sie fährt noch zur Uni, da sie am nächsten Tag ihre Prüfung hat und nochmal das Sezieren üben möchte. Als Shelley bemerkt, dass sie nicht allein im Gebäude ist, ist es bereits zu spät. Sie erhält einen morbiden Valentinsbrief, in dem steht: „Meine Liebe zu dir sprießt, während Blut aus dir schießt.“ Der unheimliche Fremde, der sich in die Leichenhalle der Uni eingeschlichen hat, maskiert als Amor (symbolisch für die Liebe, also auch für den Valentinstag) schneidet Shelley in ihrem Versteck die Kehle durch und lässt sie verblutend in einem Leichensack zurück, während er selbst aus der Nase zu bluten beginnt. An ihrem Grab treffen sich die vier alten Schulfreundinnen Dorothy, Lily, Kate und Paige wieder.
Valentinstag – das Fest der Liebe ist Anlass für die vier attraktiven jungen Damen, zusammen eine rauschende Party zu veranstalten. Zuvor erhalten alle eine Valentinskarte mit ähnlichen Grüßen wie in Shelleys Brief. Die Polizei ermittelt auf Hochtouren und sucht nach Jeremy Melton. Doch über den ehemaligen Schulfreak ist nichts zu finden. Als die Party ihren Höhepunkt findet, kommt es zu einem Stromausfall. Was keiner ahnt: Der Valentinsengel hat sich auf die Party geschlichen und bereits mehrere Opfer gefordert. Da vorher die Theorie aufgestellt wurde, dass Jeremy Melton sich einer Operation unterzogen haben könnte, hat Dorothy die Idee, dass er Kates Freund Adam sein könnte. Doch diese lehnt ihre Theorie ab und schickt Dorothy weg. Adam taucht auf der Party auf und sie streiten sich. Kurz darauf entrinnt Kate ihrem Verderben knapp und trifft danach Adam, welcher nun auch von Kate als Mörder verdächtigt wird. Jedoch taucht der als Amor maskierte Mörder auf und wird daraufhin von Adam erschossen, der sich aber dadurch nur tarnt, indem er die Leiche von Dorothy kostümierte und sie erschoss.
Letzten Endes ruft Adam (in Wirklichkeit Jeremy Melton) die Polizei und nimmt Kate in den Arm. Plötzlich tropft Blut, das aus Adams Nase floss, auf Kates Backe, was schließlich beweist, dass es sich bei dem im Internet geangelten Valentinsschatz um Jeremy Melton handelt.

## Synchronisation
| Rolle           | Darsteller       | Synchronsprecher |
| --------------- | ---------------- | ---------------- |
| Paige Prescott  | Denise Richards  | Dascha Lehmann   |
| Adam Carr       | David Boreanaz   | Boris Tessmann   |
| Kate Davies     | Marley Shelton   | Manja Doering    |
| Dorothy Wheeler | Jessica Capshaw  | Ranja Bonalana   |
| Lily Voight     | Jessica Cauffiel | Julia Haacke     |
| Shelley Fisher  | Katherine Heigl  | Viktoria Voigt   |
| Ruthie Walker   | Hedy Burress     | Bianca Krahl     |

## Soundtrack
- Marilyn Manson – Valentine’s Day
- Deftones – RX Queen
- Wayne Static von Static-X – Love Dump
- Rob Zombie – Superbeast
- Sean Lennon – Son Song (uncredited)
- Orgy – Opticon
- Snake River Conspiracy – Breed
- Goldo – El Bombo Atomico
- Linkin Park – Pushing Me Away
- Professional Murder Music – Fall Again
- BT – Smartbomb
- Disturbed – God Of The Mind
- Beautiful Creatures – 1 A.M.

## Kritik
Der Film kam bei amerikanischen Kritikern nicht sonderlich gut an. Eine Ausnahme stellte der Kritiker der Los Angeles Times dar, der den Film als „gewitzten, stilvollen Horrorfilm mit origineller Wendung des stets verlässlichen Rachethemas“ (A smart, stylish horror picture that offers a fresh twist on the ever-reliable revenge theme) bezeichnete. Dagegen erkannte der Rezensent der New York Times nichts Neues und hielt den Film „23 Jahre nach Halloween“ für eine Beleidigung. Beide Kritiker lobten, ebenso wie ihr Kollege vom San Francisco Chronicle, die Darsteller, wobei in der LA Times Denise Richards und im San Francisco Chronicle Jessica Capshaw vom Lob ausgenommen wurden.
Die Deutsche Film- und Medienbewertung FBW in Wiesbaden verlieh dem Film das Prädikat wertvoll.